# Hagyárosbörönd
Hagyárosbörönd è un comune dell'Ungheria di 302 abitanti (dati 2001). È situato nella contea di Zala.